# Palazzo Scarpetta

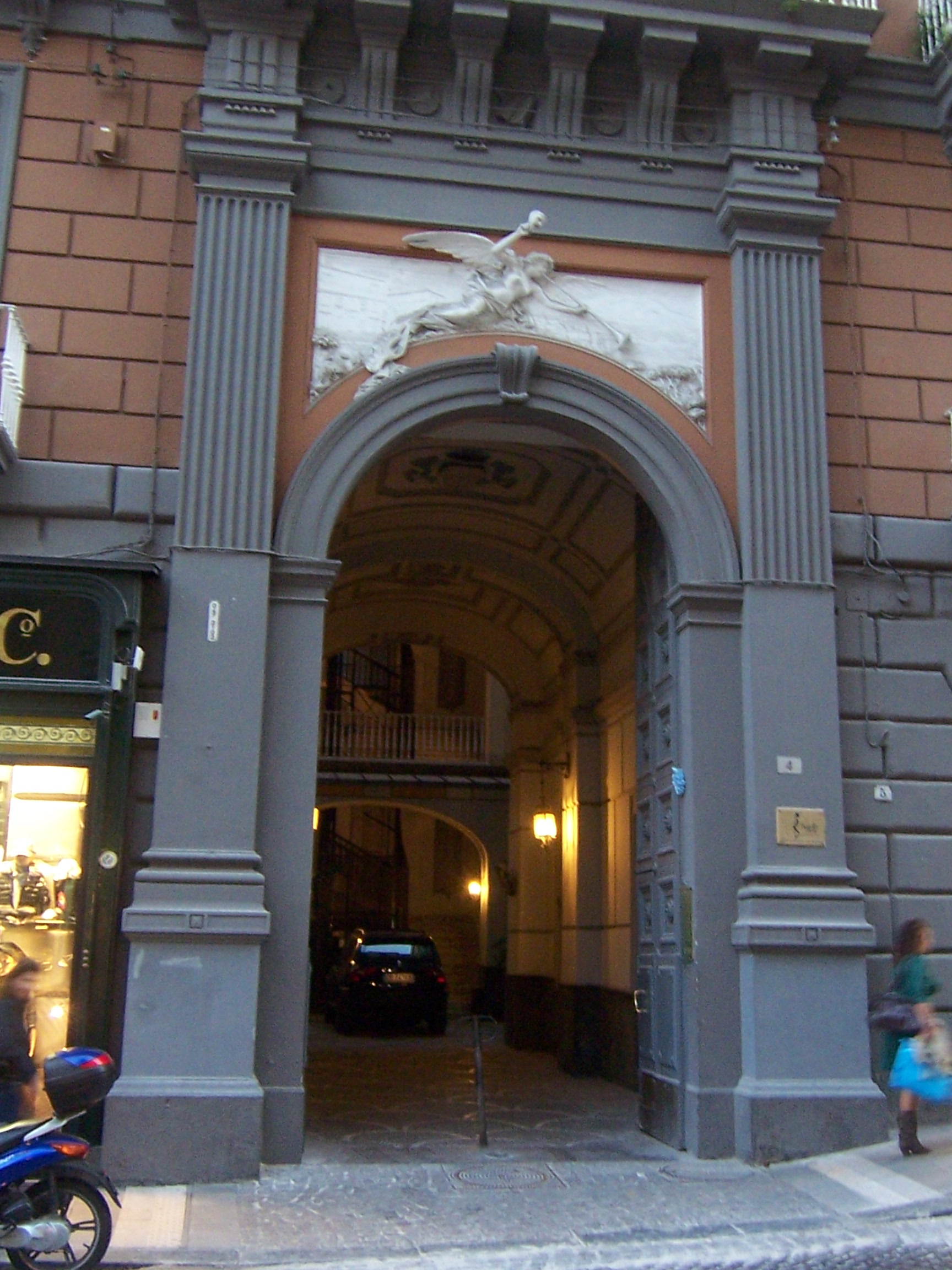
Palazzo Scarpetta in Neapel: Eingangstor

Der Palazzo Scarpetta ist ein Palast aus dem 19. Jahrhundert im Viertel Chiaia in Neapel in der italienischen Region Kampanien. Er liegt in der Via Vittoria Colonna, 4.

## Geschichte und Beschreibung
Den fünfstöckigen Palast ließ der Schauspieler und Dramatiker Eduardo Scarpetta 1880 als seine Residenz errichten. Scarpetta ließ drei Statuen erstellen, um an den Erfolg seiner Komödie Na Santarella zu erinnern. Sie stehen im Atrium des Hauses.